# Noah Hanifin
Noah Hanifin (ur. 25 stycznia 1997 w Bostonie, Massachusetts, USA) – hokeista amerykański, gracz ligi NHL, reprezentant Stanów Zjednoczonych.

## Kariera klubowa
- Boston College (2014 - 11.07.2015)
- Carolina Hurricanes (11.07.2015 - 23.06.2018)
- Calgary Flames (23.06.2018 -

## Kariera reprezentacyjna
- Reprezentant USA na MŚJ U-18 w 2014
- Reprezentant USA na  MŚJ U-20 w 2015
- Reprezentant USA na MŚ w 2016
- Reprezentant USA na MŚ w 2017

## Sukcesy
Reprezentacyjne
- Złoty medal z reprezentacją USA na MŚJ U-18 w 2014

Indywidualne
- Występ w Meczu Gwiazd NHL w sezonie  2017-2018